# مهرویان
ماهرویان یا مهرویان یا ماهروبان یا مهروبان بندری کهن و تاریخی در کوره قباد فارس قدیم بوده است. جایگاه کنونی این شهر هندیجان، خوزستان می‌باشد.

## پیشینه باستانی
بندر مهروبان چه در زمان هخامنشیان و چه در زمان اشکانیان همواره از پر رونق‌ترین بنادر جهان بوده است. اوج پیشرفت آن از زمان ساسانیان آغاز شده بود ساسانیان به امر دریانوردی و کشتیرانی و بندرسازی در خلیج پارس توجه ویژه‌ای داشته و شاهپور دوم نیروی دریایی بزرگی را در خلیج فارس بر قرار کرد رونق و اعتبار بنادر بزرگ و با شکوه و جلالی همچون مهروبان (ماهرویان) در کناره شمالی خلیج فارس و همچنین شاهراه دسترسی اصفهان به مهروبان، رهنمودی بر توجه بیش از اندازه ساسانیان به این خطه از جنوب کشور دارد.

## جایگاه
دهخدا در واژه‌نامه‌ خود مهرویان را اینگونه توصیف کرده‌ است: «شهری است بر کنار دریا چنان‌که موج دریا بر کنار شهر می‌زند و هوای آن گرم و عفن و ناخوشی بتر از آن ریشهر است، اما مشرعهٔ دریا است، هرکه از پارس به راه خوزستان به دریا رود و آن که از بصره و خوزستان به دریا رود همگان را راه آنجا باشد و کشتیهایی که از دریا برآید بر این اعمال رود به مهروبان بیرون آید؛ و دخل آن بیشتر از کشتیها باشد و جز خرما هیچ میوه نباشد و گوسفندان آنجا بیشتر بز باشد و بزغاله پرورند و همچنانکه به بصره و می‌گویند بزغاله تا هشتاد رطل و صد رطل برسد بیشتر نیز، و برز و کتان بسیار باشد چنان‌که به همه جای ببرند و جامع و منبر است و آن جایگاه مردم زبون باشند. (فارسنامهٔ ابن البلخی ص ۱۵۰). در کتاب جغرافیای تاریخی سرزمینهای خلافت شرقی آمده‌است: به فاصلهٔ کمی از رودخانهٔ شیرین یعنی رودخانهٔ زهره که به تازگی به رودخانهٔ طاب موسوم است بندر مهروبان در مرز غربی فارس واقع است. این لنگرگاه اولین بندری بوده که کشتیها وقتی از بصره و مصب دجله به عزم هند بیرون می‌آمدند به آن می‌رسیدند و این بندر در قرن چهارم هجری شهری معمور بود و مسجدی خوب و بازارهایی آباد داشت.»

## بندر ماهرویان از نگاه سفرنامه ناصرخسرو قبادیانی
اندیشمند بزرگ مرو ناصر خسرو قبادیانی روز هفدهم شوال از بندر آبادان بر کشتی بزرگی که «بوصی» نام داشت، نشست و در میان دعای انبوه مردمی که به بدرقه عزیزانشان شتافته بودند، سمت مهروبان روان شد.
مهروبان بندری بزرگ با بازارهای انباشته از کالا، مسجد آدینه نیک و کاروانسراهای بسیار استوار و آباد بود.
هرچند مسافران مرو اندیشه ماندن در مهروبان نداشتند، ولی درگیری فرزندان فرمانروای پارس و ناامنی راه‌ها آنها را ناگزیر به ماندن ساخت.
((... شهری بزرگ است بر لب دریا نهاده بر جانب شرقی و بازاری بزرگ دارد و جامعی نیکو اما آب ایشان از باران بود و غیر از آب باران چاه و کاریز نبود که آب شیرین دهد. ایشان را حوض‌ها و آبگیرها باشد که هرگز تنگی آب نبود، و در آن جا سه کاروانسرای بزرگ ساخته‌اند هر یک از آن چون حصاری است محکم و عالی، و در مسجد آدینه آن جا بر منبر نام یعقوب لیث دیدم نوشته. پرسیدم از یکی که حال چگونه بوده‌است گفت که یعقوب لیث تا این شهر گرفته بود ولیکن دیگر هیچ امیر خراسان را آن قوت نبوده‌ است؛ و در این تاریخ که من آن جا رسیدم این شهر به دست پسران اباکالنجار بود که ملک پارس بود؛ و خواربار یعنی ماکول این شهر از شهرها و ولایت‌ها برند که آن جا بجز ماهی چیزی نباشد، و این شهر باجگاهی است و کشتی بندان، و چون از آن جا به جانب جنوب بر کنار دریا بروند ناحیت توه و کازرون باشد و من در این شهر مهروبان بماندم به سبب آن که گفتند راه‌ها ناایمن است از آن که پسران اباکالنجار را با هم جنگ و خصومت بود و هر یک سری می‌کشیدند و ملک مشوش کشته بود …))